# Rudi Dutschke
 (octobre 2016).
Si vous disposez d'ouvrages ou d'articles de référence ou si vous connaissez des sites web de qualité traitant du thème abordé ici, merci de compléter l'article en donnant les références utiles à sa vérifiabilité et en les liant à la section « Notes et références ».
Rudi Dutschke ([ˈʁuːdi ˈdʊtʃkə]), pour l'état civil Alfred Willi Rudolf Dutschke, né le 7 mars 1940 à Schönefeld, dans le Brandebourg, mort le 24 décembre 1979 à Aarhus (Danemark), est un activiste et homme politique allemand, le représentant le plus connu du mouvement étudiant d'Allemagne de l'Ouest en 1968, et par la suite un des fondateurs du parti « Les Verts » (Die Grünen).
Marié et père de trois enfants, il meurt en 1979 des séquelles neurologiques de la tentative d'assassinat dont il a été victime en 1968.

## Biographie

### Jeunesse et études
Rudi Dutschke, quatrième fils d'un employé des postes, passe son enfance en République démocratique allemande. Il est d'abord actif dans le mouvement paroissial des jeunes de Luckenwalde, où il acquiert une formation « religieuse-socialiste ». Sportif de haut niveau (pratiquant le décathlon) il veut d'abord devenir journaliste sportif ; aussi entre-t-il en 1956 dans la Jeunesse libre allemande, l'organisation communiste de la jeunesse.
L'insurrection de Budapest en 1956 est pour Dutschke l'occasion de se forger une conscience politique[réf. nécessaire]. Il prend le parti d'un socialisme démocratique, équidistant de l'URSS et des États-Unis. Il affronte alors l'hostilité du Parti socialiste unifié d'Allemagne, le parti communiste est-allemand, et constate, malgré le discours officiellement antifasciste de l'idéologie d'État, l'omniprésence des vieilles structures et mentalités, à l'Est comme à l'Ouest.
En 1957, il s'engage publiquement contre la militarisation de la société est-allemande et pour la liberté de se déplacer. Il refuse de faire le service militaire [réf. nécessaire] dans l'armée nationale populaire (NVA) et en incite d'autres à faire de même. Il passe l'Abitur (baccalauréat) en 1958. À cause de son activisme anti-militariste, l'administration de la RDA ne le laisse pas faire les études sportives qu'il avait souhaitées. Il fait alors une formation commerciale dans une coopérative industrielle de Lückenwalde[réf. souhaitée] .
Dutschke séjourne alors régulièrement à Berlin-Ouest, où il repasse le « bac » de la RFA à l'Askanisches Gymnasium. Parallèlement, il écrit des reportages sportifs, entre autres pour la Bild-Zeitung des éditions Axel Springer (Axel-Springer-Verlag). En 1961, juste avant la construction du mur, il déménage à Berlin-Ouest pour étudier la sociologie, la philosophie et l'histoire à la Freie Universität, où il reste inscrit jusqu'à l'obtention d'un doctorat en 1973.
Dutschke commence par étudier l'existentialisme de Martin Heidegger et de Jean-Paul Sartre, mais il s'intéresse rapidement aussi au marxisme et à l'histoire du mouvement ouvrier. Il lit les premiers écrits de Karl Marx, des œuvres des philosophes d'histoire marxistes Georg Lukács et Ernst Bloch, ainsi que des auteurs appartenant à la théorie critique (Theodor W. Adorno, Max Horkheimer, Herbert Marcuse). Inspiré par la rencontre de l'étudiante américaine en théologie Gretchen Klotz, sa future épouse, il lit aussi des ouvrages théologiques comme ceux de Karl Barth et Paul Tillich. Son socialisme d'inspiration chrétienne se transforme alors en un socialisme d'inspiration marxiste. Néanmoins, il continue d'insister sur le libre arbitre de l'individu face aux déterminismes sociaux.

### Le militant étudiant
Au cours de ses études, Dutschke s'engage activement dans la politique. Il édite la revue Anschlag (« Affiche » ou « Attentat »), dont les thèmes principaux sont la critique du capitalisme, les problèmes du Tiers monde et les nouvelles formes d'organisation politique. À cause de son orientation dite « actionniste », cette revue passe pour « anarchiste » au sein de l'Union socialiste allemande des étudiants (SDS)[réf. nécessaire] .
En 1962, Dutschke fonde avec Bernd Rabehl une section berlinoise de la Subversive Aktion de Munich, qui se réclame de l'Internationale situationniste[réf. nécessaire] . En 1964, cette section est intégrée à la section berlinoise du SDS et Dutschke est élu membre du Conseil politique du SDS, dont il influencera – avec d'autres – l'orientation politique.
À partir de 1966, Dutschke organise au sein du SDS de nombreuses manifestations contre la réforme universitaire, contre la grande coalition (CDU/SPD), contre les lois sur l'état d'urgence (Notstandsgesetze) et contre la guerre du Viêt Nam. En plein essor, le mouvement étudiant lie alors ces sujets à la critique du refoulement du passé national-socialiste, et se conçoit comme une partie de l'opposition extra-parlementaire (außerparlamentarische Opposition, APO).
Le 23 mars 1966, il épouse Gretchen Klotz. En mai, il contribue à la préparation du congrès fédéral Viêt Nam à Francfort-sur-le-Main au cours duquel interviennent des professeurs de la Nouvelle gauche (entre autres Herbert Marcuse, Oskar Negt) et même de la gauche traditionnelle hors SPD (Franck Deppe, Wolfgang Abendroth). Cette année-là, Dutschke veut passer un doctorat avec un travail sur Lukács sous la direction du professeur Hans-Joachim Lieber, à l'époque recteur de l'université libre de Berlin. Mais son contrat d'assistant n'est pas prolongé et Dutschke met sa carrière académique de côté.
Le 2 juin 1967, l'étudiant Benno Ohnesorg est tué par Karl-Heinz Kurras, un policier de Berlin-Ouest qui se révèlera plus tard être un espion de la Stasi est-allemande, lors d'une manifestation contre le chah d'Iran. Dutschke et le SDS appellent au niveau fédéral à des sit-in pour exiger l'éclaircissement des circonstances de ce décès. En outre, ils demandent le retrait des responsables de ces actes de répression et l'expropriation de l'éditeur Axel Springer dont ils rendent les écrits co-responsables de ces bavures policières. Cette vision des choses est pour la première fois reprise par des médias établis comme Der Spiegel, le Frankfurter Rundschau et Die Zeit. Toutefois peu de professeurs, à l'exception de son ami Helmut Gollwitzer, se solidarisent avec Dutschke.

### L'attentat d'avril 1968 et ses suites
Le 11 avril 1968, Dutschke est interpellé devant le bureau du SDS par un jeune manœuvre, Josef Bachmann, qui lui tire dessus à trois reprises, occasionnant de graves blessures au cerveau auxquelles Dutschke survit difficilement après une opération de plusieurs heures. Aujourd'hui, une plaque commémorative se trouve au numéro 141 du Kurfürstendamm, le lieu de l'attentat. Les motivations de Bachmann n'ont jamais été parfaitement éclaircies ; on a trouvé sur lui une photo de Dutschke extraite d'un journal ainsi qu'un exemplaire du magazine National-Zeitung et on a donc supposé que cet attentat avait été commandité par l'extrême droite.
Beaucoup d'étudiants rendent responsable la presse d'Axel Springer qui depuis des mois ne cesse de critiquer Dutschke et les protestations étudiantes. La Bild-Zeitung, par exemple, appelait depuis plusieurs jours à la ferme répression des agitateurs. Lors des manifestations qui suivent l'attentat, éclatent de graves incidents, les plus violents de l'histoire de la République fédérale d'Allemagne : le bâtiment des éditions Axel Springer est attaqué et les camions de livraison de ses journaux sont incendiés.
Dutschke doit suivre une thérapie de plusieurs mois avant de retrouver l'usage de la parole et de recouvrer la mémoire. Après sa convalescence, il séjourne à partir de 1969 en Suisse, puis en Italie et au Royaume-Uni. Début 1969, une expulsion le contraint à se réfugier avec sa famille en Irlande. Toutefois, il peut rapidement revenir au Royaume-Uni, où, en 1970, il commence des études à l'université de Cambridge. Lors du changement de gouvernement britannique en 1970, son permis de séjour n'est pas renouvelé. Dutschke part au Danemark, où il occupe un emploi de conférencier à l'université d'Aarhus.
Bachmann est condamné à sept ans de prison pour tentative de meurtre. Dutschke prend contact avec lui par écrit pour lui expliquer qu'il n'a pas de ressentiment personnel à son égard et pour tenter de le convaincre de la justesse d'un engagement socialiste. Bachmann se suicide en prison le 24 février 1970. Dutschke exprime ses regrets de ne pas lui avoir écrit plus fréquemment : « La lutte pour la libération vient juste de commencer ; malheureusement, Bachmann ne pourra plus y participer… »

### Les dernières années (1972-1979)

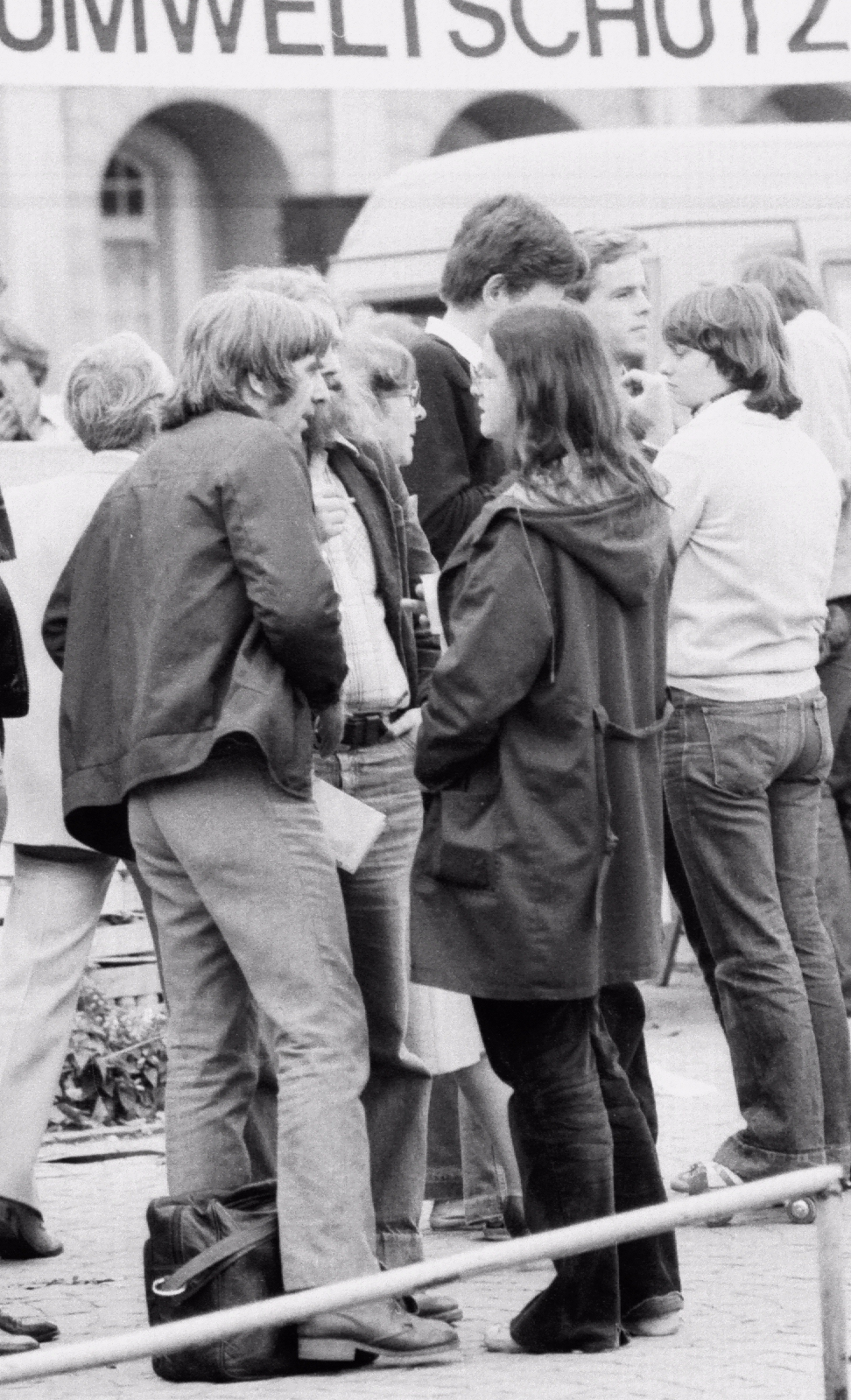
Rudi Dutschke lors de la manifestation pacifiste du 14 octobre 1979 à Bonn.

À partir de 1972, Dutschke parcourt à nouveau la République fédérale. Il cherche alors à multiplier les rencontres avec des syndicalistes et des démocrates, comme Gustav Heinemann, dont le but est d'œuvrer à la réunification d'une Allemagne antimilitariste et non alignée. Le 14 janvier 1973, il prononce, pour la première fois depuis l'attentat, un discours public lors d'une manifestation contre la guerre du Viêt Nam à Bonn. En juillet 1973, il se rend plusieurs fois à Berlin-Est et rend visite à Wolf Biermann, avec lequel il s'est lié d'amitié. Il prend contact avec d'autres dissidents du SED comme Robert Havemann et plus tard Rudolf Bahro.
En 1974, il publie sa thèse. Il bénéficie pendant une année d'une bourse de la Fondation allemande pour la recherche (Deutschen Forschungsgemeinschaft, DFG) à l'Université libre de Berlin. En février, Dutschke dirige un débat public dont le thème est Soljenitsyne et la gauche, au cours duquel il se prononce pour les droits de l'homme en Union soviétique et dans le bloc des pays de l'Est.
À partir de 1976, il est membre du Bureau socialiste, un groupe de gauche « non dogmatique », né de la décomposition du SDS. Dans ce cadre, il milite pour la construction d'un parti qui unirait les initiatives « vertes-alternatives » et les groupes de gauche à l'exclusion des Staliniens. En 1977, il collabore à différents journaux de gauche et fait des conférences à l'Université de Groningen aux Pays-Bas. Il entreprend des voyages au cours desquels il expose ses thèses sur le mouvement étudiant, participe au tribunal international Bertrand Russell contre l'interdiction professionnelle (BerufsVerbot) à l'Est et aux grandes manifestations du mouvement antinucléaire à Wyhl am Kaiserstuhl, Bonn et Brokdorf.
Bahro ayant été condamné à huit ans de détention en RDA, Dutschke organise en novembre 1978 un congrès de solidarité à Berlin Ouest. En 1979, il est sur la liste des Verts à Brême et participe activement à la campagne électorale. Après l'entrée des Verts dans le conseil municipal de Brème, il est élu délégué au congrès fondateur du parti.
La veille de Noël de l'année 1979, Dutschke se noie dans sa baignoire, lors d'une crise d'épilepsie, séquelle de l'attentat. Il est enterré solennellement le 3 janvier 1980 au cimetière Sainte-Anne de Berlin-Dahlem. Environ six mille personnes accompagnent le cortège ; Helmut Gollwitzer prononce un discours. Quatre mois après naît son fils, Rudi Marek.

## Idées

### Généralités
Dutschke se considérait depuis sa jeunesse comme un socialiste démocratique antiautoritaire. Puis au cours de ses études, il est devenu marxiste révolutionnaire, se réclamant du philosophe hongrois Georg Lukács. Comme lui, il dénonçait les libertaires, l'oubli trop fréquent des traditions du mouvement ouvrier, le réformisme autant que le stalinisme.

L'objectif de Dutschke  était « la libération totale des hommes de la guerre, de la faim, de l'inhumanité et de la manipulation » au moyen d'une « révolution mondiale ». Avec cette utopie radicale, il renouait avec le socialisme chrétien de sa jeunesse, même s'il ne croyait alors plus à un Dieu transcendant. En 1978, il déclare lors d'une réunion avec Martin Niemöller : 

« Je suis un socialiste qui se situe dans la tradition chrétienne. Je suis fier de cette tradition. Je vois le christianisme comme une expression spécifique des espoirs et des rêves de l'humanité. »

Le lien entre ces deux traditions s'exprime au travers de l'amitié de toute une vie avec Helmut Gollwitzer et aussi dans le nom double de son premier fils Hosea-Che qui fait référence à la fois au prophète biblique Osée et au révolutionnaire argentin Che Guevara.

### Analyse économique
Dutschke a essayé d'appliquer la Critique de l'économie politique de Marx au temps présent et aussi de la développer. Il a considéré le système social et économique de la République fédérale d'Allemagne comme partie d'un capitalisme mondial complexe qui pénètre tous les secteurs de vie et opprime la population salariée.
L'économie de marché fait certes participer le prolétariat à la prospérité relative des pays industriels avancés, le fusionnant toutefois ainsi dans le capitalisme et le trompant sur les rapports de force effectifs.
La démocratie représentative et le parlementarisme sont donc pour Dutschke l'expression d'une « tolérance répressive » (Herbert Marcuse) qui masquent l'exploitation des travailleurs et protègent les privilèges des possédants. Il ne pense pas que ces structures puissent être réformées ; elles devraient plutôt être changées dans un processus révolutionnaire international différencié qu'il qualifie de « longue marche par les institutions ».
En République fédérale, Dutschke s'attend, après la fin du miracle économique, à une période de stagnation. Le maintien par la subvention de secteurs non rentables comme l'agriculture et l'industrie minière ne sera plus à l'avenir financièrement possible. Des suppressions massives d'emploi sont donc prévisibles qui conduiront à des crises structurelles du capitalisme et contraindront l'État à des interventions toujours plus massives dans l'économie qui mèneront à un « étatisme intégral ». L'État orientera l'économie dans sa totalité tout en maintenant formellement la propriété privée. Un tel État n'est stable qu'en recourant à la force contre les victimes non consentantes de cette crise structurelle.
Dutschke voit dans le progrès technique une base pour des changements fondamentaux de la société : l'automatisation, l'utilisation croissante des ordinateurs et de l'énergie nucléaire à des fins pacifiques rendent le travail salarié de moins en moins indispensable. Ainsi du temps de travail sera dégagé, qui pourra être utilisé contre le système. Pour ce renversement nécessaire, le « sujet révolutionnaire » fait toutefois défaut à la République fédérale. Se basant sur Herbert Marcuse (L'Homme unidimensionnel), Dutschke croit en un « gigantesque système de manipulation » qui fabrique « une nouvelle souffrance des masses qui ne sont même plus capables de se révolter ».
Les prolétaires allemands ont vécu aveuglés dans une « fausse conscience » et « ne pourraient donc plus directement percevoir la violence structurelle de l'État capitaliste ». Une « autogestion de ses intérêts, de ses besoins, de ses désirs est ainsi devenue historiquement impossible ».

### Sur l'unité allemande
Dès la période de sa jeunesse en RDA, Dutschke considérait la division de l'Allemagne comme un anachronisme, puisque les deux États allemands devaient d'abord surmonter l'héritage du nazisme. Le 14 août 1961, Dutschke s'est attaqué au mur de Berlin et a été arrêté pour cela à Berlin Ouest.

Dans sa biographie de Dutschke, généralement rejetée par les spécialistes, Bernd Rabehl a essayé de voir dans son ancien camarade de lutte le représentant d'une « révolution nationale ». Gretchen Klotz l'a énergiquement contredit : 

« Rudi voulait supprimer l'obéissance des caractéristiques d'une identité allemande. […] Il a combattu pour une Allemagne antiautoritaire, démocratique et unie dans un monde antiautoritaire, démocratique et socialiste. Il n'était pas un "national-révolutionnaire" mais un socialiste internationaliste qui, contrairement à d'autres, avait compris qu'il est politiquement faux d'ignorer la question nationale. […] Il a cherché quelque chose de tout à fait nouveau qui s'affranchisse du passé allemand autoritaire et national-chauvin. Celui qui interprète différemment les idées de Rudi les falsifie. »

### Sur le terrorisme
Marxiste antiautoritaire, Dutschke se tenait à l'écart de tous les concepts susceptibles de générer un isolement de la population et un retard de sa prise de conscience.
Il regarde aussi d'un œil critique la « terreur individuelle » pronée, après la décomposition du SDS en 1970, par différents groupes de la gauche radicale tels que les Tupamaros de Berlin Ouest ou la Fraction armée rouge (Rote Armee Fraktion - RAF). Le 9 novembre 1974, Holger Meins, membre de la RAF meurt en prison d'une grève de la faim. Lors de son enterrement, Dutschke lève le poing et déclare : 

« Holger, le combat continue ! »

Après le meurtre de Günter von Drenkmann, il réagit dans une lettre adressée à l'hebdomadaire Der Spiegel dans laquelle il déclare :

« Holger le combat continue ! Cela signifie pour moi que la lutte des exploités et des humiliés pour leur libération sociale constitue la base unique de notre action politique en tant que socialiste et communiste révolutionnaires. […] L'assassinat d'un président de chambre antifasciste et social-démocrate doit toutefois être compris comme meurtre dans la tradition allemande réactionnaire. La lutte des classes est un processus d'apprentissage. La terreur handicape toutefois chaque processus d'apprentissage des opprimés et des humiliés. »

Ultérieurement, dans une lettre privée du 1er février 1975 adressée au représentant du SPD au Bundestag Freimut Duve, Dutschke explique que son intervention aux obsèques de Meins est certes « psychologiquement compréhensible » mais « politiquement toutefois trop peu réfléchie ».

Le 7 avril 1977, le jour du meurtre de l'avocat général fédéral Siegfried Buback, il note dans son agenda : 

« La coupure de la continuité à gauche dans le SDS a des conséquences mortelles qui deviennent perceptibles. Que faire ? Le parti socialiste devient toujours plus indispensable ! »

Il considère alors la création d'un parti à la gauche du SPD comme une alternative nécessaire au terrorisme. Au cours de l'« automne allemand » de 1977, on a reproché à de nombreux intellectuels d'avoir créé la « couche nourricière mentale » de la RAF. Dans le journal Die Zeit du 16 septembre, Dutschke retourne le reproche aux partis dominants et met en garde contre les conséquences de la terreur : « La terreur individuelle conduit au despotisme et non au socialisme. »
Pourtant, le Stuttgarter Zeitung du 24 septembre l'accuse d'être personnellement un précurseur de la RAF : « C'est bien Rudi Dutschke qui […] avait exigé que le concept guérilla urbaine soit développé dans ce pays et que soit provoquée la guerre dans les métropoles impérialistes. »

Dutschke a rétorqué que l'attentat contre lui a généré « un climat mental, politique et psychosocial d'inhumanité » (2 août 1978) et il soulignait encore en décembre 1978 : 

« La terreur individuelle […] est hostile aux masses et antihumaniste. Chaque petite initiative citoyenne, chaque mouvement politico-social de jeunes, de femmes, de chômeurs, chaque mouvement de lutte des classes […] est cent fois plus digne et qualitativement différent de l'action la plus spectaculaire de la terreur individuelle. »

### Sur le parlementarisme
Dutschke a résolument rejeté dans les années 1960 la démocratie représentative : le parlement ne garantit pas la représentation populaire. Dans un entretien à la télévision, le 3 décembre 1967, il explique : 

« Je considère que le système parlementaire existant est inutile : nous n'avons pas dans notre parlement de représentants qui expriment les intérêts de notre population, les vrais intérêts de notre population. Certes ils peuvent demander maintenant : Quels vrais intérêts ? Mais les exigences sont bien là. Même au parlement. Exigence de réunification, garantie des postes de travail, garantie des finances publiques, remise en ordre de l'économie, ce sont des exigences que doit satisfaire le parlement. Mais cela il ne peut le réaliser que s'il entame un dialogue critique avec la population. Aujourd'hui, la séparation est totale entre les représentants au parlement et le peuple tenu en minorité. »

Pour surmonter ce fossé entre gouvernants et gouvernés, Dutschke s'est prononcé en faveur d'une République des Conseils qu'il voulait développer de manière exemplaire à Berlin Ouest.

## Hommages

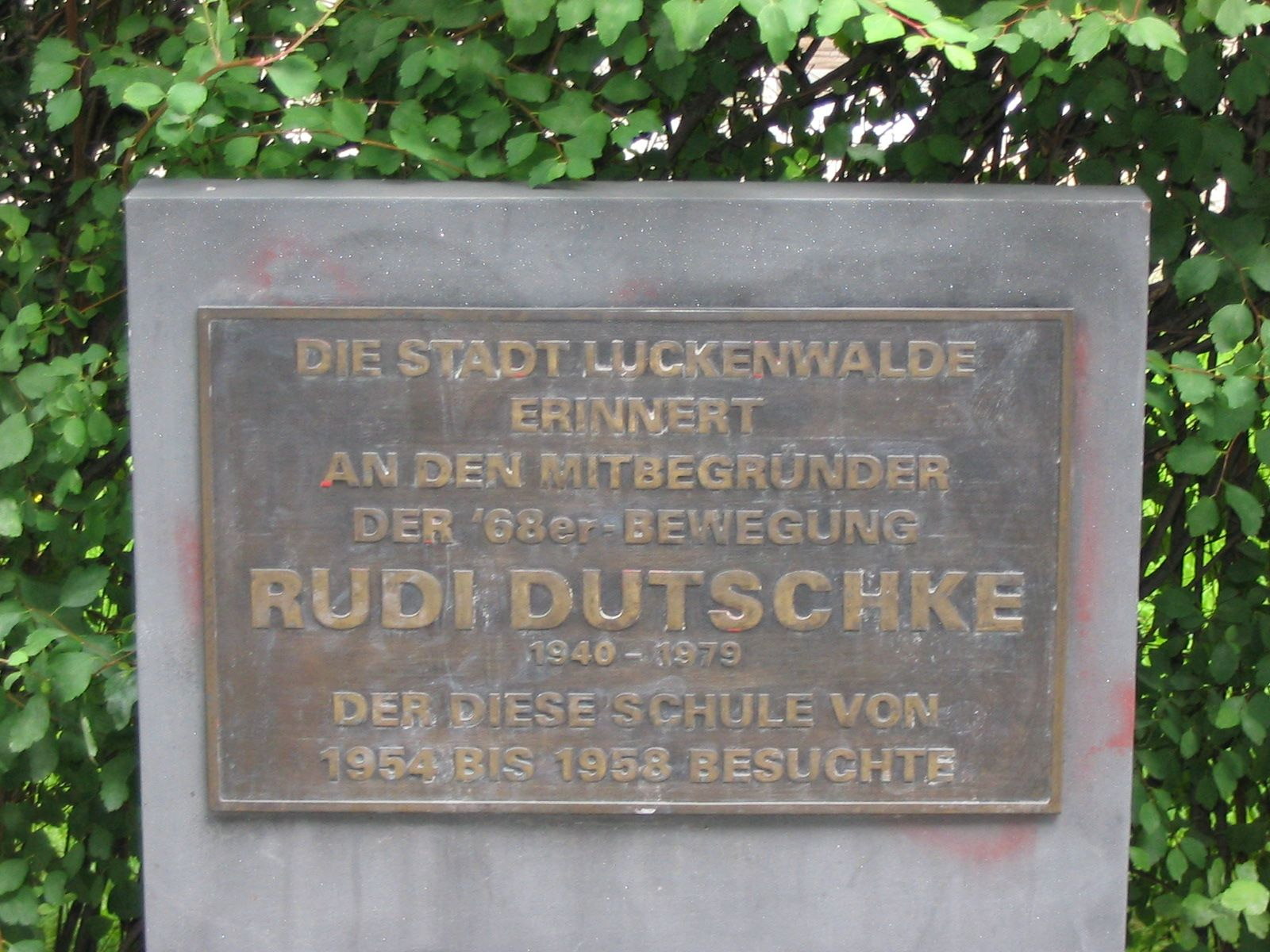
Plaque commémorative du lycée de Luckenwalde.

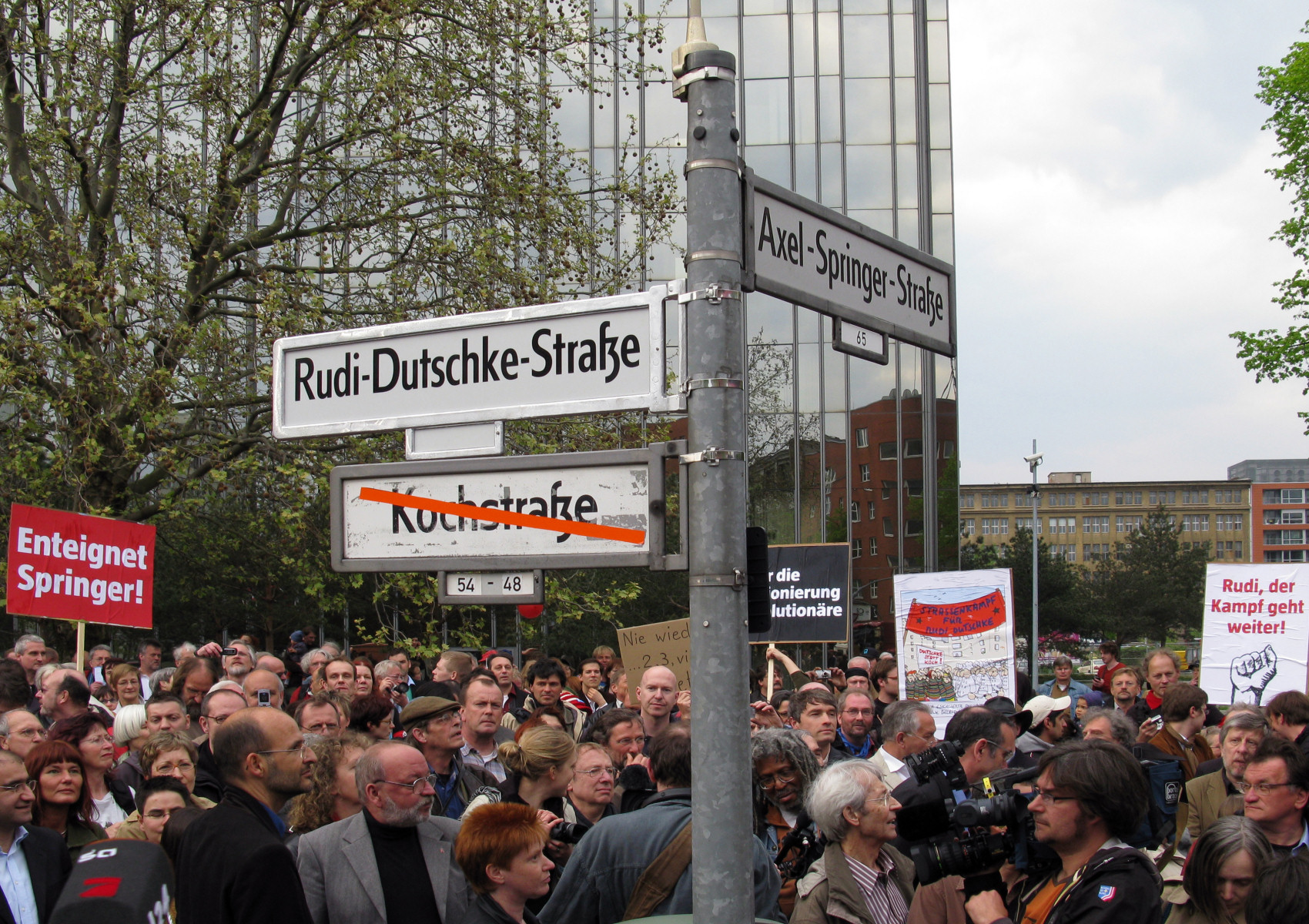
Rudi-Dutschke-Straße.

Le 30 avril 2008, une partie de la Kochstraße de Berlin est officiellement devenue la Rudi Dutschke-Straße, traversée par la Axel Springer-Straße. Cette décision a soulevé une polémique persistante.

## Publications
- Écrits politiques (1967-1968), avant-propos de Gérard Sandoz et postface de Claus Menzel, Christian Bourgois, Paris, 1968 (fr)
- Jeder hat sein Leben ganz zu leben, Btb, 2005 (de)
- Die Tagebücher 1963-1979, Kiepenheuer & Witsch, 2003 (de)
- Students and the Revolution, Bertrand Russell Peace Foundation, 1971 (en)